# Grischa Huber

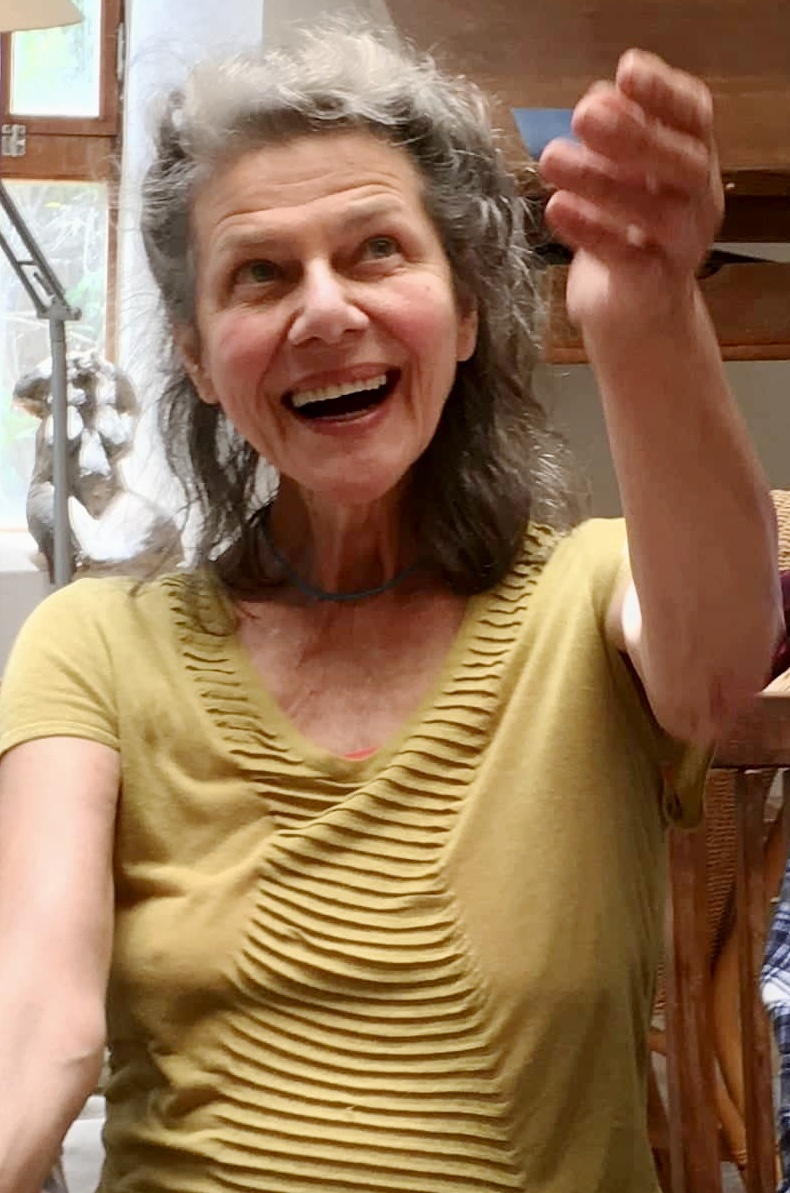
Grischa Huber (2017)

Grischa Huber (* 18. September 1944 als Christel Magdalena Huber in Misdroy, Landkreis Usedom-Wollin, Pommern; † 6. April 2021 in Hamburg) war eine deutsche Schauspielerin.

## Leben
Am Karlsruher Staatstheater erhielt Grischa Huber ersten Ballett- und Schauspielunterricht. Nach weiterem Unterricht in München bei Ellen Mahlke debütierte Grischa Huber 1967 im Residenztheater in Jean Genets Die Wände. Es folgten Theaterengagements in Köln (1968/69), Berlin (ab 1970), Mannheim (1973), Bochum (1979) und Hamburg (ab 1986). Regisseure wie u. a. Peter Stein, Peter Zadek und Klaus Michael Grüber arbeiteten mit Grischa Huber zusammen. Legendär wurde Grübers Inszenierung von Euripides’ Die Bakchen an der Berliner Schaubühne im Jahre 1974.
1970 erhielt Grischa Huber ihre erste Filmrolle in dem Spielfilm Lenz nach der gleichnamigen Erzählung von Georg Büchner. Danach wurde Grischa Huber mehrfach auch von Regisseuren des Neuen Deutschen Films eingesetzt.
1974 spielte sie an der Seite von Heinrich Giskes die weibliche Hauptrolle in dem Film Unter dem Pflaster ist der Strand (Regie: Helma Sanders-Brahms), an dessen Drehbuch sie auch mitgearbeitet hatte. Grischa Huber stellt eine Schauspielerin der Nach-68er-Jahre dar, die desillusioniert, aber willensstark ihren Weg geht. Durch diese Rolle wurde sie zum Symbol einer selbstbestimmten Generation junger Frauen. Für ihre darstellerische Leistung bekam sie 1975 das Filmband in Gold. Auch in späteren Filmen konnte Grischa Huber ihr Publikum überzeugen.

## Privates
Grischa Huber war in erster Ehe mit dem Schauspieler Michael König verheiratet, ihre Tochter Muriel König lebt in Süddeutschland. Von 1999 bis zu seinem Tod auf Teneriffa im Jahre 2017 war Grischa Huber mit Götz Loepelmann verheiratet. Neben ihrer Tätigkeit als Schauspielerin wirkte Grischa Huber mehr als fünfzig Jahre auch als Malerin.
Grischa Huber starb am 6. April 2021 im Alter von 76 Jahren in Hamburg.

## Auszeichnungen
- 1975: Filmband in Gold

## Filmografie
- 1971: Jaider – der einsame Jäger
- 1971: Lenz
- 1971: Vampira (TV)
- 1972: Der Angestellte (TV)
- 1973: Optimistische Tragödie (TV)
- 1974: Unter dem Pflaster ist der Strand
- 1975: Glück hat Flügel (TV)
- 1976: Die Tannerhütte (TV)
- 1977: Heinrich
- 1977: Das Schlangenei
- 1977: Liebe ist etwas Zärtliches
- 1979: Winterreise im Olympiastadion (TV)
- 1981: Malou
- 1982: Logik des Gefühls
- 1983: Früher oder später
- 1984: Bitte nicht stören (TV)
- 1985: Nachtgelächter (TV)
- 1986: Süchtig (TV)
- 1987: Die Kolonie (TV)
- 1989: Ein gemachter Mann (TV)
- 1989: Die Staatskanzlei (TV)
- 1992: Das alte Lied
- 2005: Lâl
- 2005: 3° kälter
- 2007: Wenn Liebe doch so einfach wär’
- 2012: Drei in einem Bett (TV)
- 2014: SOKO Stuttgart (TV-Serie, Folge 5x11: Bunker)
- 2016: In aller Freundschaft (TV)
- 2016: Mama told me not to look into the sun (Kurzfilm)
- 2017: Sommerhäuser
- 2018: Morden im Norden: Tödliche Mitschuld (TV)
- 2021: Nord Nord Mord: Folge 15 – Sievers und der schwarze Engel (TV)